# Heptadecaedru
În geometrie un heptadecaedru este un poliedru cu 17 fețe. Există numeroase forme topologic distincte ale unui heptadecaedru, de exemplu piramida hexadecagonală și prisma pentadecagonală.
Nu există niciun heptaedru regulat sau uniform. Trei forme sunt poliedre Johnson: rotonda pentagonală (J6), prisma hexagonală triaugmentată (J57) și sfenocoroana augmentată (J87).

## Forme convexe
Există 6 415 851 530 241 de heptadecaedre convexe topologic distincte, excluzând imaginile în oglindă, având cel puțin 11 vârfuri. Adică între aceste cazuri există diferențe semnificative în structura topologică, ceea ce înseamnă că două tipuri de poliedre nu pot fi transformate prin deplasarea pozițiilor vârfurilor, rotire sau scalare. Nu se pot interschimba, așa că structura lor topologică este diferită.

### Exemple de heptadecaedre convexe
|                         |                          |                                       |                               |                         |
| Piramidă hexadecagonală | Rotondă pentagonală (J6) | Prismă hexagonală triaugmentată (J57) | Sfenocoroană augmentată (J87) | Heptadecaedru neregulat |

Rețeaua Laves infinită are celulele Voronoi⁠(d) heptadecaedrice convexe. Datorită simetriilor grafului, aceste heptadecaedre sunt plesioedre⁠(d), care formează o teselare izoedrică a spațiului tridimensional.